# Kinas håndboldlandshold (herrer)
Kinas håndboldlandshold for mænd er det mandlige landshold i håndbold for Kina. Det repræsenterer landet i internationale håndboldturneringer. De reguleres af China Handball Federation.

## Resultater

### Sommer-OL
- 2008: 12.-plads[1]

### VM
- 1997: 20.-plads
- 1999: 20.-plads[2][3]

### Asienmesterskabet
- 1977: 4.-plads
- 1979:  Bronze
- 1987:  Bronze
- 1989:  Bronze
- 1991:  Sølv
- 1993: 5.-plads
- 1995: 5.-plads
- 2000:  Sølv
- 2006: 8.-plads
- 2008: 8.-plads
- 2010: 9.-plads[4]